# Land- und Stadtgericht Stendal
Das Land- und Stadtgericht Stendal war ein preußisches Land- und Stadtgericht mit Sitz in Stendal.

## Geschichte
In der Franzosenzeit war die Altmark seit dem Frieden von Tilsit Teil des Königreichs Westphalen. Entsprechend wurde das Altmärkisches Obergericht aufgehoben und die französische Gerichtsorganisation eingeführt. Für den Distrikt Stendal entstand so ein Distriktsgericht Stendal (siehe auch Justizwesen im Königreich Westphalen).
Nach der Rückkehr zu Preußen wurde 1814 in Stendal das Land- und Stadtgericht Stendal im Bezirk des Oberlandesgerichts Magdeburg eingerichtet. Daneben bestanden Patrimonialgerichte, darunter das Gräflich von der Schulenburgische Kreisgericht Stendal. 
Das Stendaler Stadt- und Landgericht bestand aus einem Direktor und sieben Assessoren. Angegliedert war das Inquisitoriat Stendal als Strafverfolgungsbehörde mit einem Direktor und zwei Kriminalrichtern. Das Stendaler Stadt- und Landgericht hatte seinen Sitz in dem alten Brauereigildehaus in der Breiten Straße.
Die „Verordnung über die Aufhebung der Privatgerichtsbarkeit und des eximierten Gerichtsstandes sowie über die anderweitige Organisation der Gerichte“ vom 2. Januar 1849 hob die Patrimonialgerichtsbarkeit und auch die Land- und Stadtgerichte auf. Gleichzeitig wurde das Appellationsgericht Magdeburg geschaffen, dem Kreisgerichte, darunter das Kreisgericht Stendal zugeordnet waren.